# (15145) Ritageorge
(15145) Ritageorge (2000 EF117) – planetoida z pasa głównego asteroid okrążająca Słońce w ciągu 3,27 lat w średniej odległości 2,2 j.a. Odkryta 10 marca 2000 roku.